# Bukovlje (Brod-Posavina)
Pour les articles homonymes, voir Bukovlje.
Bukovlje est un village et une municipalité située dans le comitat de Brod-Posavina, en Croatie. Au recensement de 2001, la municipalité comptait 2 739 habitants, dont 96,06 % de Croates et le village seul comptait 1 858 habitants.

## Localités
La municipalité de Bukovlje compte 4 localités :
- Bukovlje
- Ježevik
- Korduševci
- Vranovci